# Elevation Tour

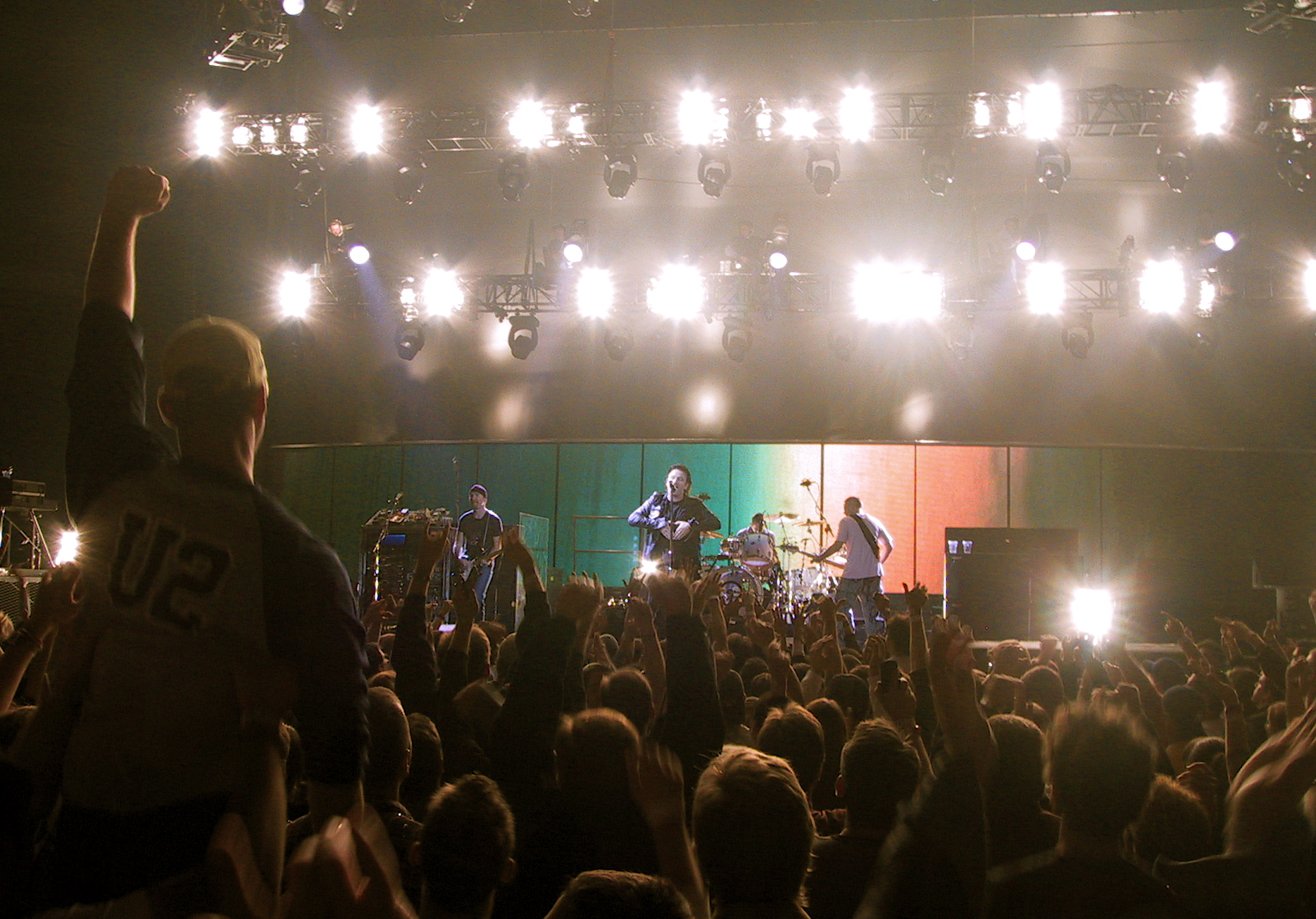
U2 i Kansas City, Missouri 27 november 2001.

Elevation Tour var U2:s nionde turné. Den inleddes i Fort Lauderdale 24 mars 2001 och avslutades i Miami 2 december samma år. Till skillnad från de spektakulära föregångarna Zoo TV Tour och Popmart Tour var Elevation Tour av ett enklare, mer avskalat format. Två catwalks rakt ut i publiken mötte varandra och formade ett hjärta. Det skapade en mindre scen och inuti ett utrymme för ungefär 350 fans som fick uppleva bandet "överallt". Fyra stora tv-skärmar visade också varsin medlem i bandet. Scenbygget skapade en närhet för alla i arenan. I vissa städer, då lämpliga inomhusarenor saknades och då vinst- och publikintresset skulle stillas, fungerade konceptet inte lika bra. Detta gällde bland annat i Turin och Berlin. Vid konserterna i Dublin utökades dock det så kallade hjärtat.
U2 övervägde att ställa in den tredje delen av turnén på grund av 11 september-attackerna. Flera andra band gjorde det men U2 valde att fortsätta vilket visade sig vara rätt. Konserterna uppfattades av många som en samlande kraft i en svår tid och vid flera tillfällen fanns brandmän och poliser från New York med i publiken.

## Låtlista på konserten i Stockholm 9 juli 2001
- 1. Elevation / Creep (snippet)
- 2. Beautiful Day
- 3. Until The End Of The World
- 4. Mysterious Ways / Sexual Healing (snippet)
- 5. Kite
- 6. Gone
- 7. New York
- 8. I Will Follow
- 9. Sunday Bloody Sunday
- 10. In My Life (snippet) / Stuck In A Moment You Can't Get Out Of
- 11. Stay (Faraway, So Close!)
- 12. Bad / 40 (snippet)
- 13. Where the Streets Have No Name
- 14. Pride (In the Name of Love)
- 15. Bullet The Blue Sky
- 16. With or Without You
- 17. The Fly
- 18. One
- 19. Wake Up Dead Man
- 20. Walk On

## Spelningar
- 2001-03-24 Fort Lauderdale, FL, USA, National Car Rental Center
- 2001-03-26 Fort Lauderdale, FL, USA, National Car Rental Center
- 2001-03-29 Charlotte, NC, USA, Coliseum
- 2001-03-30 Atlanta, GA, USA, Philips Arena
- 2001-04-02 Houston, TX, USA, Compaq Center
- 2001-04-03 Dallas, TX, USA, Reunion Arena
- 2001-04-06 Denver, CO, USA, Pepsi Center
- 2001-04-09 Calgary, Kanada, Pengrowth Saddledome
- 2001-04-10 Calgary, Kanada, Pengrowth Saddledome
- 2001-04-12 Tacoma, USA, Tacoma Dome
- 2001-04-13 Vancouver, Kanada, General Motors Place
- 2001-04-15 Portland, OR, USA, Rose Garden
- 2001-04-17 San Diego, CA, USA, San Diego Sports Arena
- 2001-04-19 San Jose, CA, USA, San Jose Sports Arena
- 2001-04-20 San Jose, CA, USA, San Jose Sports Arena
- 2001-04-23 Anaheim, CA, USA, Arrowhead Pond
- 2001-04-24 Anaheim, CA, USA, Arrowhead Pond
- 2001-04-26 Anaheim, CA, USA, Arrowhead Pond
- 2001-04-28 Phoenix, AZ, USA, America West Arena
- 2001-05-01 Minneapolis, MN, USA, Target Center
- 2001-05-03 Cleveland, OH, USA, Gund Arena
- 2001-05-04 Lexington, KY, USA, Rupp Arena
- 2001-05-06 Pittsburgh, PA, USA, Mellon Arena
- 2001-05-07 Columbus, OH, USA, Nationwide Arena
- 2001-05-09 Milwaukee, WI, USA, Bradley Center
- 2001-05-10 Indianapolis, IN, USA, Conseco Fieldhouse
- 2001-05-12 Chicago, IL, USA, United Center
- 2001-05-13 Chicago, IL, USA, United Center
- 2001-05-15 Chicago, IL, USA, United Center
- 2001-05-16 Chicago, IL, USA, United Center
- 2001-05-24 Toronto, Kanada, Air Canada Centre
- 2001-05-25 Toronto, Kanada, Air Canada Centre
- 2001-05-27 Montréal, Kanada, Centre Molson
- 2001-05-28 Montréal, Kanada, Centre Molson
- 2001-05-30 Detroit, MI, USA, Palace of Auburn Hills
- 2001-05-31 Buffalo, NY, USA, HSBC Arena
- 2001-06-02 Albany, NY, USA, Pepsi Arena
- 2001-06-03 Hartford, CT, USA, Civic Center
- 2001-06-05 Boston, MA, USA, Fleet Center
- 2001-06-06 Boston, MA, USA, Fleet Center
- 2001-06-08 Boston, MA, USA, Fleet Center
- 2001-06-09 Boston, MA, USA, Fleet Center
- 2001-06-11 Philadelphia, PA, USA, First Union Center
- 2001-06-12 Philadelphia, PA, USA, First Union Center
- 2001-06-14 Washington, DC, USA, MCI Center
- 2001-06-15 Washington, DC, USA, MCI Center
- 2001-06-17 New York, NY, USA, Madison Square Garden
- 2001-06-19 New York, NY, USA, Madison Square Garden
- 2001-06-21 East Rutherford, NJ, USA, Continental Airlines Arena
- 2001-06-22 East Rutherford, NJ, USA, Continental Airlines Arena

- 2001-07-06 Köpenhamn, Danmark, Forum
- 2001-07-07 Köpenhamn, Danmark, Forum
- 2001-07-09 Stockholm, Sverige, Globe Arena
- 2001-07-10 Stockholm, Sverige, Globe Arena
- 2001-07-12 Köln, Tyskland, Kölnarena
- 2001-07-13 Köln, Tyskland, Kölnarena
- 2001-07-15 München, Tyskland, Olympiahalle
- 2001-07-17 Paris, Frankrike, Palais Omnisports de Bercy
- 2001-07-18 Paris, Frankrike, Palais Omnisports de Bercy
- 2001-07-21 Turin, Italien, Stadio Delle Alpi
- 2001-07-23 Zürich, Schweiz, Hallenstadion
- 2001-07-24 Zürich, Schweiz, Hallenstadion
- 2001-07-26 Wien, Österrike, Stadthalle
- 2001-07-27 Wien, Österrike, Stadthalle
- 2001-07-29 Berlin, Tyskland, Waldbühne
- 2001-07-31 Arnhem, Holland, Gelredome Stadium
- 2001-08-01 Arnhem, Holland, Gelredome Stadium
- 2001-08-03 Arnhem, Holland, Gelredome Stadium
- 2001-08-05 Antwerpen, Belgien, Sportpaleis
- 2001-08-06 Antwerpen, Belgien, Sportpaleis
- 2001-08-08 Barcelona, Spanien, Palau St. Jordi
- 2001-08-11 Manchester, England, Manchester Evening News Arena
- 2001-08-12 Manchester, England, Manchester Evening News Arena
- 2001-08-14 Birmingham, England, NEC Arena
- 2001-08-15 Birmingham, England, NEC Arena
- 2001-08-18 London, England, Earl's Court
- 2001-08-19 London, England, Earl's Court
- 2001-08-21 London, England, Earl's Court
- 2001-08-22 London, England, Earl's Court
- 2001-08-25 Dublin, Irland, Slane Castle
- 2001-08-27 Glasgow, Skottland, SECC Arena
- 2001-08-28 Glasgow, Skottland, SECC Arena
- 2001-09-01 Dublin, Irland, Slane Castle

- 2001-10-10 Notre Dame, IN, USA, Joyce Center (University Of Notre Dame)
- 2001-10-12 Montréal, Kanada, Centre Molson
- 2001-10-13 Hamilton, Kanada, Copps Coliseum
- 2001-10-15 Chicago, IL, USA, United Center
- 2001-10-16 Chicago, IL, USA, United Center
- 2001-10-19 Baltimore, MD, USA, Baltimore Arena
- 2001-10-24 New York, NY, USA, Madison Square Garden
- 2001-10-25 New York, NY, USA, Madison Square Garden
- 2001-10-27 New York, NY, USA, Madison Square Garden
- 2001-10-28 East Rutherford, NJ, USA, Continental Airlines Arena
- 2001-10-30 Providence, RI, USA, Dunkin' Donuts Center
- 2001-10-31 Providence, RI, USA, Dunkin' Donuts Center
- 2001-11-02 Philadelphia, PA, USA, First Union Center
- 2001-11-05 Austin, TX, USA, Frank Erwin Center (University Of Texas)
- 2001-11-07 Denver, CO, USA, Pepsi Center
- 2001-11-09 Salt Lake City, UT, USA, Delta Center
- 2001-11-12 Los Angeles, CA, USA, Staples Center
- 2001-11-13 Los Angeles, CA, USA, Staples Center
- 2001-11-15 Oakland, CA, USA, Oakland Coliseum Arena
- 2001-11-16 Oakland, CA, USA, Oakland Coliseum Arena
- 2001-11-18 Las Vegas, NV, USA, Thomas & Mack Center
- 2001-11-19 Los Angeles, CA, USA, Staples Center
- 2001-11-20 Sacramento, CA, USA, Arco Arena
- 2001-11-23 Phoenix, AZ, USA, America West Arena
- 2001-11-25 Dallas, TX, USA, Reunion Arena
- 2001-11-27 Kansas City, MO, USA, Kemper Arena
- 2001-11-28 St. Louis, MO, USA, Savvis Center
- 2001-11-30 Atlanta, GA, USA, Philips Arena
- 2001-12-01 Tampa, FL, USA, Ice Palace
- 2001-12-02 Miami, FL, USA, American Airlines Arena

## Låtar som spelades
De mest spelade låtarna under Elevation Tour:
- Beautiful Day 113 gånger
- One 113
- Sunday Bloody Sunday 113
- Where the Streets Have No Name 113
- Elevation 113
- Stuck In A Moment You Can't Get Out Of 113
- Bullet The Blue Sky 112
- Walk On 112
- Until The End Of The World 112
- New York 110
- Kite 98
- Mysterious Ways 88
- Pride (In the Name of Love) 87
- With or Without You 85
- Bad 81